# Contralezado

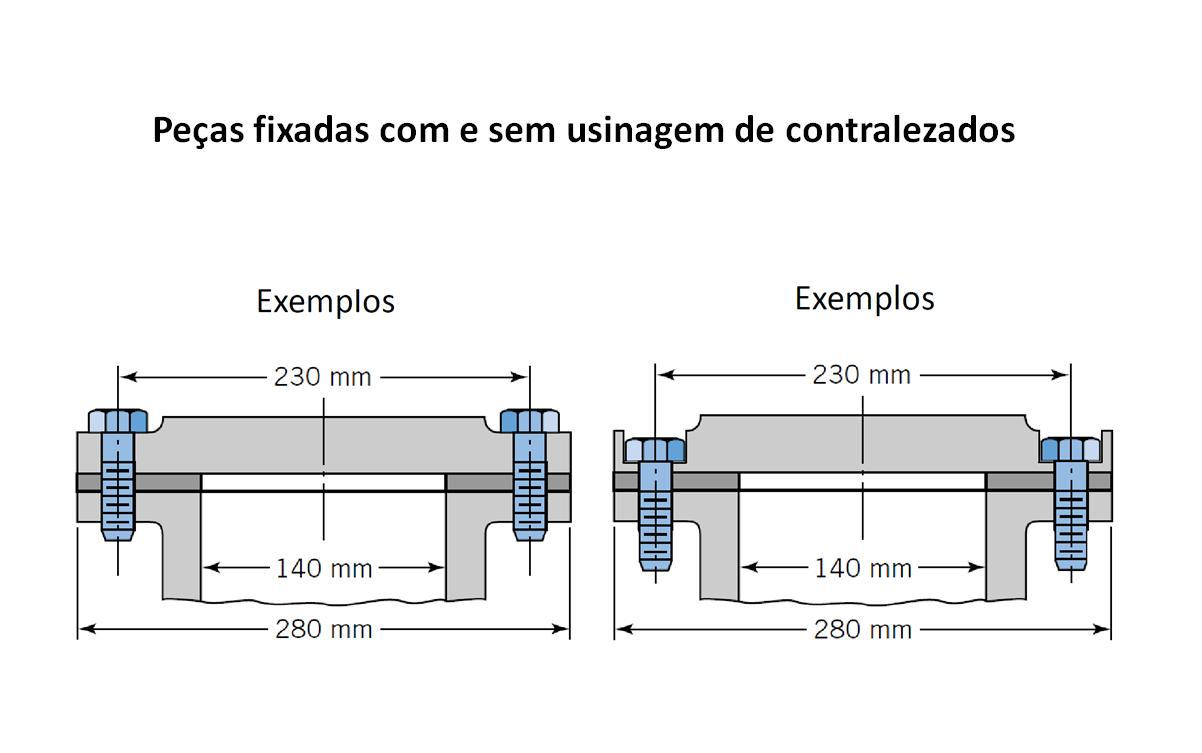
Peças fixadas por parafusos, a imagem da direita mostra a usinagem de um contralezado, ocultando e protegendo a cabeça do Parafuso

Contralezado é um termo técnico utilizado em usinagens de um rebaixo em uma peça. Contralezados são usinados em roscas  e/ou furos com uma determinada altura e diâmetro maior do que o diâmetro do furo e/ou rosca. Contralezado tem como objetivo ocultar ou proteger a parte do item de fixação, como a cabeças de parafusos, porcas, tampões etc. que porventura ficariam expostos.
Também é comum a usinagem de um contralezado em peças com superfícies arredondadas ou esféricas, para tornar plana a superfície onde será fixado o parafuso, porca ou outro item de fixação, permitindo assim, uma melhor fixação entre as peças. 
Além de ocultar o item de fixação o contralezado poderá também ser usinado com um diâmetro ainda maior para possibilitar o encaixe da ferramenta de torque no item de fixação.
O termo técnico de usinagem em inglês para contralezado é counterbore.

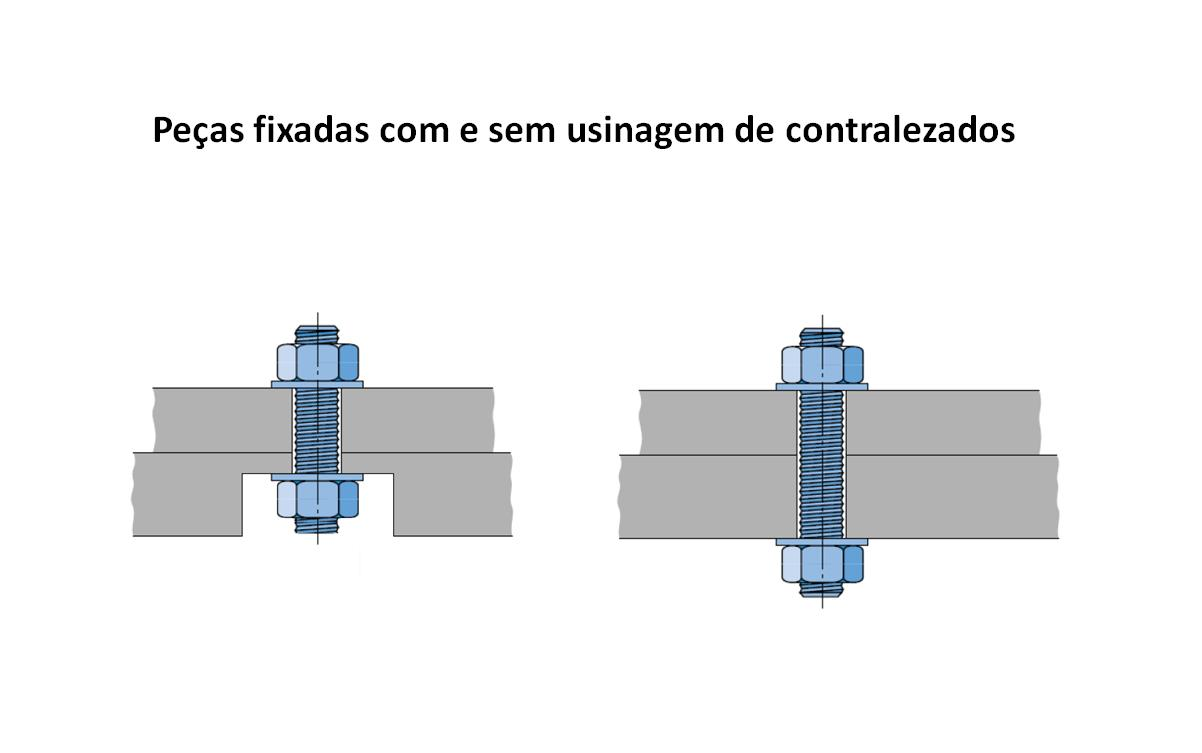
Peça com e sem a usinagem de um contralezado, ocultando a porca e usinado com um diâmetro maior que permita o encaixe de uma ferramenta de Torque

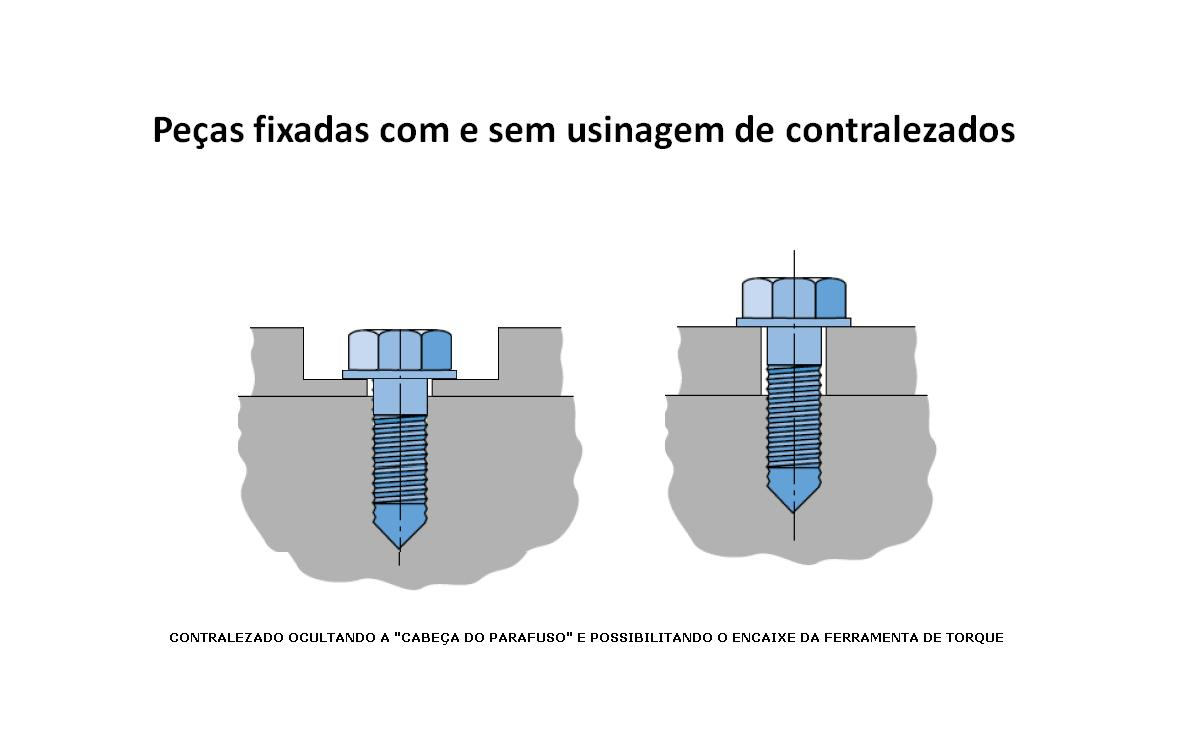
Usinagem de um contralezado, permitindo o encaixe da ferramenta de torque e ocultando a cabeça do Parafuso